# Friedrich Dotzauer
Justus Johan Friedrich Dotzauer (nascido em 20 de janeiro de 1783 em Haselrieth, ao lado de Hildburghausen; morto em 6 de março de 1860 em Dresden) foi um violoncelista e compositor alemão.

## Vida
Como filho de um músico de Igreja, ele estudou vários instrumentos, como o piano, violino, contrabaixo,  trompa e clarinete. Teve aulas de teoria musical com um organista local da igreja chamado Ruttinger, conhecido de Johann Sebastian Bach. Fez os primeiros exercícios de violoncelo sob a orientação do trompetista da corte.
Para aprofundar sua formação no instrumento, Dotzauer teve aulas com Johann Jacob Kriegk (discípulo de Jean Louis Duports) de 1799 a 1801 na cidade de Meiningen. Em seguida, assumiu um lugar na capela de Meinigen. No ano de 1805, Dotzauer mudou-se para a Orquestra de Leipzig, em que tocou violoncelo até 1811. Em 1806 Friedrich Dotzauer visitou Berlim, onde encontrou Bernhard Romberg, com quem aprofundou seus estudos do instrumento.
No ano de 1811, Dotzauer recebe um lugar na orquestra da corte em Dresden, no qual permanece até sua aposentadoria em 1850. A partir de 1821, ele assumiu, em adição, o posto de primeiro solista de violoncelo da orquestra. Durante sua viagem, ele apresentou concertos em vários lugares famosos na Alemanha e nos Países Baixos.
Em sete de dezembro de 1811, o segundo filho de Dotzauer, Carl Ludwig, nasceu em Desdren. Sob a orientação do seu pai também ele aprendeu a tocar violoncelo, e recebeu um lugar  na capela de corte de Kassel. Outros alunos significativos de Dortzauer foram Friedrich August Kummer, Karl Schuberth, Karl Drechsler e Carl Ludwig Voigt.
Como solista de violoncelo em Dresden, Dotzauer se tornou um músico reputado de sua época. Enquanto a maior parte de suas numerosas composições caíram em esquecimento, os trabalhos de ensino e estudos de Dotzauer para aula de violoncelo permanecem ainda hoje significativos. Seu método de exercícios é utilizado, em parte, até hoje para formar violoncelitas, sendo que vários de seus exercícios foram incorporados em outros métodos modernos.
Após dez anos em aposentadoria, Dotzauer morreu com sessenta e sete anos, ao dia seis de março de 1860, em Dresden. 